# پیپت سوکوکه
پیپت سوکوکه (نام علمی: Anthus sokokensis) نام یک گونه از سرده پیپت است.